# Short track vid olympiska vinterspelen 1988
Short track var demonstrationssport vid olympiska vinterspelen 1988 i Calgary, Alberta, Kanada.  Åkarna höll till vid Max Bell Arena. Detta var enda gången vid olympiska spel som short track hölls på samma anläggning som curling.

## Medaljställning
| Placering | Land           | Etta | Tvåa | Trea | Totalt |
| --------- | -------------- | ---- | ---- | ---- | ------ |
| 1         | Nederländerna  | 2    | 2    | 1    | 5      |
| 2         | Storbritannien | 2    | 0    | 0    | 2      |
| 3         | Sydkorea       | 2    | 0    | 0    | 2      |
| 4         | Kanada         | 1    | 6    | 3    | 10     |
| 5         | Italien        | 1    | 1    | 2    | 4      |
| 6         | Japan          | 1    | 1    | 1    | 3      |
| 7         | Kina           | 1    | 0    | 2    | 3      |
| 8         | Frankrike      | 0    | 0    | 1    | 1      |

## Herrar

### 500 meter
23 februari 1988
| Placering | Åkare                          | Tid   |
| 1         | Wilf O'Reilly (Storbritannien) | 44,80 |
| 2         | Mario Vincent (Kanada)         | 45,15 |
| 3         | Tatsuyoshi Ishihara (Japan)    | 45,37 |

### 1 000 meter
24 februari 1988
| Placering | Åkare                          | Tid     |
| 1         | Wilf O'Reilly (Storbritannien) | 1.33,44 |
| 2         | Michel Daignault (Kanada)      | 1.33,66 |
| 3         | Marc Bella (Frankrike)         | 1.34,45 |

### 1 500 meter
22 februari 1988
| Placering | Åkare                   | Tid     |
| 1         | Ki-Hoon Kim (Sydkorea)  | 2.26,68 |
| 2         | Louis Grenier (Kanada)  | 2.26,99 |
| 3         | Orazio Fagone (Italien) | 2.27,16 |

### 3 000 meter
25 februari 1988
| Placering | Åkare                             | Tid     |
| 1         | Joon-Hoo Lee (Sydkorea)           | 5.21,63 |
| 2         | Charles Veldhoven (Nederländerna) | 5.22,39 |
| 3         | Michel Daignault (Kanada)         | 5.30,68 |

### 5 000 meter stafett
25 februari 1988
| Placering | Lag                                                                              | Tid     |
| 1         | Nederländerna (Charles Veldhoven, Peter van der Velde, Jaco Mos, Richard Suyten) | 7.29,05 |
| 2         | Italien (Roberto Peretti, Enrico Peretti, Orazio Fagone, Hugo Herrnhof)          | 7.30,39 |
| 3         | Kanada (Louis Grenier, Robert Dubreuil, Mario Vincent, Michel Daignault)         | 7.35,47 |

## Damer

### 500 meter
22 februari 1988
| Placering | Åkare                             | Tid   |
| 1         | Monique Velzeboer (Nederländerna) | 48,28 |
| 2         | Eden Donatelli (Kanada)           | 48,34 |
| 3         | Li Yan (Kina)                     | 48,84 |

### 1 000 meter
25 februari 1988
| Placering | Åkare                             | Tid     |
| 1         | Li Yan (Kina)                     | 1.39,00 |
| 2         | Sylvie Daigle (Kanada)            | 1.41,15 |
| 3         | Monique Velzeboer (Nederländerna) | 1.43,10 |

### 1 500 meter
23 februari 1988
| Placering | Åkare                             | Tid     |
| 1         | Sylvie Daigle (Kanada)            | 2.37,61 |
| 2         | Monique Velzeboer (Nederländerna) | 2.37,77 |
| 3         | Li Yan (Kina)                     | 2.37,92 |

### 3 000 meter
24 februari 1988
| Placering | Åkare                        | Tid     |
| 1         | Eiko Shishii (Japan)         | 5.25,44 |
| 2         | Sylvie Daigle (Kanada)       | 5.25,82 |
| 3         | Maria Rosa Candido (Italien) | 5.25,89 |

### 3 000 meter stafett
24 februari 1988
| Placering | Lag                                                                                       | Tid     |
| 1         | Italien (Maria Rosa Candido, Gabriella Monteduro, Barbara Mussio, Maria Cristina Sciolla) | 4.45,88 |
| 2         | Japan (Hiromi Takeuchi, Eiko Shishii, Yumiko Yamada, Nobuko Yamada)                       | 4.46,91 |
| 3         | Kanada (Sylvie Daigle, Nathalie Lambert, Eden Donatelli, Marye Perreault)                 | 4.49,77 |